# لي جو ميونغ
لي جو ميونغ (بالكورية: 이주명)‏ هي ممثلة وعارضة أزياء كورية جنوبية. ولدت يوم 1 ديسمبر 1993 في بوسان في كوريا الجنوبية.

## أعمالها

### مسلسلات
| عام       | عنوان                          | الدور          | ملاحظة           | المراجع |
| --------- | ------------------------------ | -------------- | ---------------- | ------- |
| 2019      | مواطنيّ الكرام!                 | هوانغ سيونغ-اي |                  | [ 3 ]   |
| 2020      | قائمة تشغيل المستشفى           | المنتجة سونغ   | كاميو (الحلقة 1) | [ 3 ]   |
| 2020      | مفقودون: الجانب الآخر          | جانغ-مي        | الموسم 1         | [ 3 ]   |
| 2020      | كايروس                         | بارك سو-جونغ   |                  | [ 3 ]   |
| 2021      | تحقق من الحدث                  | جانغ رو-ري     |                  | [ 4 ]   |
| 2022      | خمسة وعشرون وواحد وعشرون       | جي سيونغ-وون   |                  | [ 5 ]   |
| 2023      | العائلة: الرابطة التي لا تنكسر | الظلال         | كاميو (الحلقة 7) | [ 6 ]   |
| 2023–2024 | مثل الزهور في الرمال           | أوه يو-كيونغ   |                  | [ 7 ]   |
| 2025      | شبابي                          | مو تاي-رين     |                  | [ 8 ]   |

## روابط خارجية
- لي جو ميونغ على موقع IMDb (الإنجليزية)
- لي جو ميونغ على موقع روتن توميتوز (الإنجليزية)
- لي جو ميونغ على موقع قاعدة بيانات الفيلم (الإنجليزية)